# Thước li (chim)
Oriolus mellianus là một loài chim trong họ Oriolidae.